# سوزان کانستنت
سوزان کانستنت (انگلیسی: سوزان کانستنت) (یا سارا کانستنت) بزرگ‌ترین کشتی از میان سه کشتی شرکت ویرجینیا در سفر سال‌های ۱۶۰۶–۱۶۰۷ بود که به بنیان‌گذاری جیمزتاون (ویرجینیا) در مستعمره ویرجینیا انجامید. فرماندهی این کشتی را کریستوفر نیوپورت بر عهده داشت و کشتی‌های Discovery و Godspeed نیز همراه آن بودند.

## تاریخچه
سوزان کانستنت با ظرفیت ۱۲۰ تناژ ثبت شده بود. طول کیل آن حدود ۵۵٫۲ فوت (۱۶٫۸ متر) برآورد می‌شود. طول کلی آن از نوک دماغه تا انتهای عرشه حدود ۱۱۶ فوت (۳۵ متر) تخمین زده شده است.
در سفر ۱۶۰۶–۱۶۰۷، این کشتی ۷۱ مهاجر مرد را، از جمله جان اسمیت (کاشف), حمل کرد. در ۲۲ ژوئن ۱۶۰۷، [[کریستوفر نیوپورت] همراه با کشتی‌های سوزان کانستنت و Godspeed و محموله‌ای از مواد معدنی که گمان می‌رفت ارزشمند باشند، به لندن بازگشت و ۱۰۴ مهاجر به‌همراه کشتی Discovery برای اکتشاف در منطقه باقی ماندند.
سوزان کانستنت که یک کشتی اجاره‌ای و در اصل کشتی باربری بود، دیگر به ویرجینیا بازنگشت. این کشتی تا دست‌کم سال ۱۶۱۵ به‌عنوان کشتی تجاری خدمت می‌کرد. سرنوشت نهایی آن مشخص نیست.

## نام
نام جایگزین Sarah Constant نیز ذکر شده و گفته می‌شود در یکی از نخستین اسناد این‌گونه آمده است، که باعث شده برخی باور داشته باشند که ساموئل پرچس در کتاب Pilgrims نام را به اشتباه Susan ثبت کرده است. در سال‌های اخیر، حمایت از نام Sarah Constant بیشتر شده است. مقاله‌ای که از نام Sarah Constant یاد کرده، احتمالاً به قلم [[والتر رالی] نوشته شده است:
او برایم از سه کشتی در مسیر جهان جدید گفت؛ آن‌هایی که، بنا بر گفته‌اش، نام‌هایی داشتند چون Godspeed, Discoverie یا Discovery و یکی که نامش دوپاره بود، گمان می‌کنم Sarah Constant بود.

## بازسازی

نمای پشتی نسخهٔ بازسازی‌شدهٔ سوزان کانستنت در Jamestown Settlement

نسخه‌های بازسازی‌شدهٔ سوزان کانستنت و کشتی‌های هم‌سفرش، Godspeed و Discovery، در رود جیمز و در محل Jamestown Settlement (که پیش‌تر پارک جشن جیمزتاون نام داشت) پهلو گرفته‌اند، در مجاورت Historic Jamestown.

## در فرهنگ عامه
کشتی سوزان کانستنت در انیمیشن پوکاهانتس (فیلم ۱۹۹۵) محصول ۱۹۹۵ به تصویر کشیده شده است، جایی که فرمانده آن جان رتکلیف است؛ در حالی‌که در واقعیت، رتکلیف فرمانده کشتی Discovery بود، نه سوزان کانستنت.

در ماه مه ۲۰۰۷، خدمات پستی ایالات متحده آمریکا تمبر پستی با ارزش ۴۱ سنت از ردهٔ درجه یک منتشر کرد که تصویری از سوزان کانستنت, Godspeed و Discovery داشت. همچنین تصویر سوزان کانستنت روی سکهٔ ایالت ویرجینیا در مجموعهٔ کوارترهای ۵۰ ایالت در بزرگداشت پانصدمین سالگرد جیمزتاون نقش بست. 

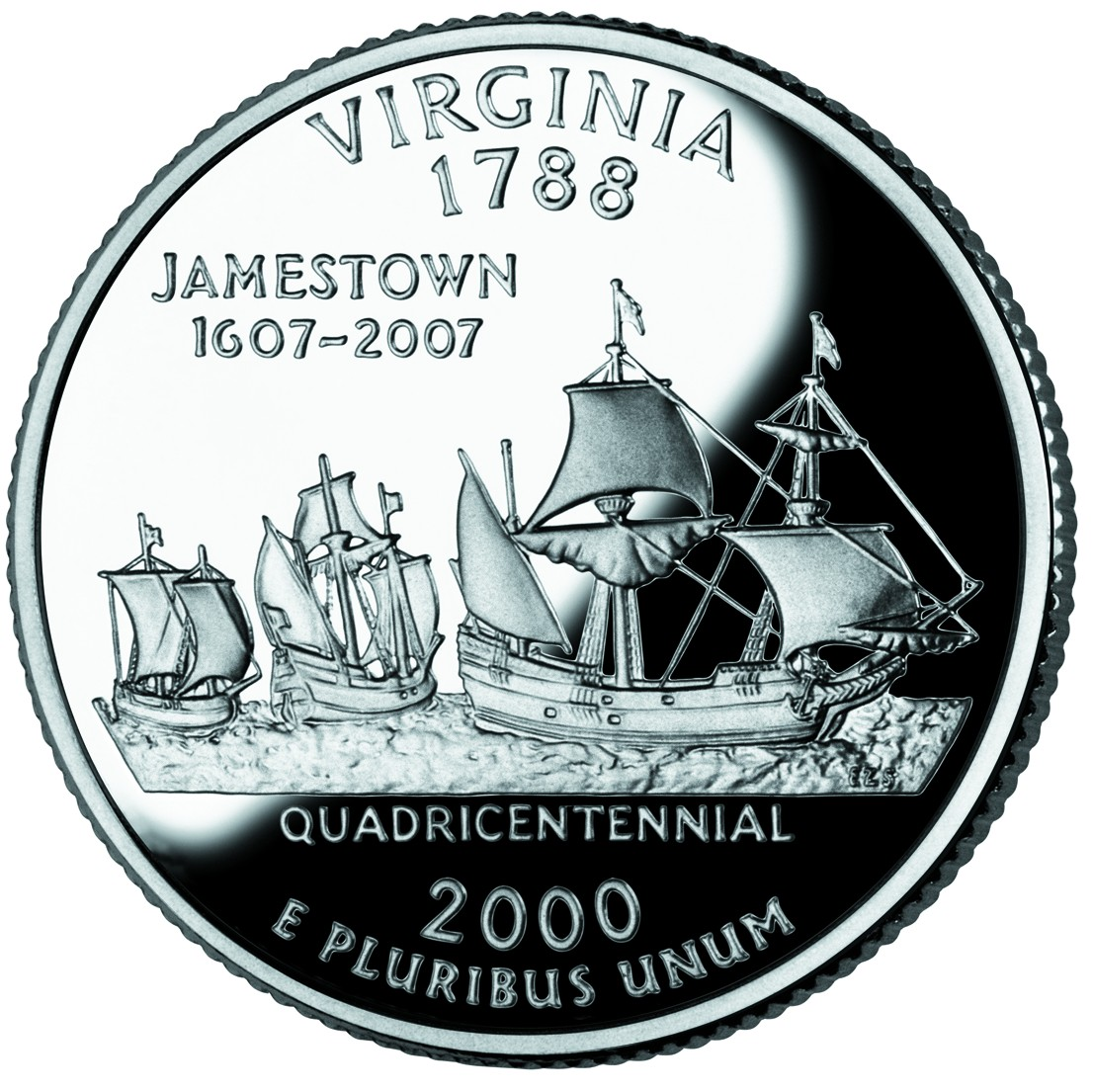
سوزان کانستنت, Godspeed، و Discovery، نقش‌بسته روی سکهٔ ایالت ویرجینیا در کوارترهای ۵۰ ایالت

این کشتی الهام‌بخش طراحی سفینهٔ ECS Constant در بازی ویدیویی استارفیلد (۲۰۲۳) نیز بوده است؛ سفینه‌ای نسلی برای تأسیس مستعمره‌ای به نام «جیمزتاون جدید».